# Abenozas
Abenozas est un village inclus dans le territoire communal de Graus.

## Geographie
Il se situe à 1127 mètres d'altitude et à 17 km de Graus.

## Urbanisme
Il est divisé en deux quartiers : le "quartier du haut" où se trouve l'église, et le "quartier du bas".